# 大河内美紗
大河内 美紗（おおこうち みさ、1984年〈昭和59年〉1月11日 - ）は、日本の歌手、タレントであり、女性アイドルグループ・SDN48の元メンバーである。
和歌山県和歌山市出身。

## 略歴
- ORC200ヴォーカルクイーンコンテスト第8回（2004年）レディース部門店舗会賞、第10回（2006年）レディース部門特別賞、第11回（2007年）レディース部門特別賞。大阪にあるORC200の歌姫ライヴに多数出演し、第8回（2004年）ティーンズ部門特別賞の増田有華（AKB48、DiVA）や、第13回（2009年）グランプリの吉井香奈恵（9nine）とも顔を合わせている。
- SDN48加入前はライブやレコーディング等、浅倉大介、元JUDY AND MARY恩田快人のバンドなど様々なアーティストのコーラスや東京都内のライブハウスなどで歌の活動をしていた。
- 2009年8月1日よりSDN48としての活動を開始。2012年3月31日にNHKホールで行われた『SDN48 コンサート「NEXT ENCORE」 in NHKホール』をもってSDN48を卒業。
- 卒業後はライブイベント『Next spot light☆ミサイタル』や『33会』といったソロライブを年数回開催している。
- 2015年8月4日、フジテレビで生放送されたオーディション番組『THEビッグチャンス〜夢のクリエイターオーディション〜』に前田由紀（元Whiteberry）、ブリーフ&トランクスと共に出場したが、グランプリ受賞はならなかった[1][2]。
- 2015年10月26日、シングルCD『ミライ地図 / 道』をリリース。2015紀の国わかやま国体、大会イベントステージにて初披露。
- 2015年10月28日、和歌山市観光発信人に委嘱された[3]。
- 2017年3月4日、ゴルフ専門月刊誌『ゴルフトゥデイ』イメージガールユニット『GTバーディーズ』加入。2017年９月より選抜ユニット「FAB-B」メンバー。
- 2019年3月10日、SDN48卒業メンバー6人で結成したグループ"""R"""に参加しCD「LET ME DOWN」を発売。
- 2019年8月1日、東京・秋葉原のAKB48劇場で開催されたSDN48結成10年記念「誘惑のガーター」特別公演に出演。
- 2022年・2023年8月、徳島阿波踊りゲスト出演[4]。
- 2023年9月20日、民謡専門誌『みんよう春秋』にて「民謡旅＠大河内美紗」連載スタート。
- 2023年10月15日、祖谷の粉ひき節日本一大会「祖谷の粉ひき節」優勝。
- 2023年10月29日、和歌山県民謡連合会コンクール一般の部「紀ノ川舟唄」優勝。

## 人物
- 3人姉妹の長女。
- 詩吟一家で、自身も詩吟師範代・五段の免許を所持する。
- 和歌山県観光連盟「わかやま応援団」、和歌山市観光発信人を務める。
- 民謡名人位の小沢千月に師事。
- 和歌山民謡をはじめ『民謡旅』で訪れた各地の民謡を唄う。
- 公益財団法人日本民謡協会指導者認定資格、民謡助教師。
- 趣味は民謡旅、温泉めぐり、ラーメン屋めぐり、ゴルフ。
- 高校時代はフォークソング部に所属。
- 温泉ソムリエ協会認定の温泉ソムリエ。
- ダイビングのライセンスを取得。PADIアドバンスド･オープンウォーター･ダイバー。

## SDN48在籍時の参加曲

### シングルCD選抜曲
- エロスのトリガー - アンダーガールズA名義
- 淡路島のタマネギ - アンダーガールズB名義
- アバズレ - アンダーガールズB名義
- やりたがり屋さん - アンダーガールズG名義
- 上からナツコ - アンダーガールズB名義

### 劇場公演ユニット曲
SDN48 1st Stage『誘惑のガーター』公演
- Saturday night party
- Never!
- I'm sure.

## 作品

### シングル
- ミライ地図 / 道（2015年10月26日、GGR-1074） - EAN 4948722517528。
- 証（2019年2月21日、GGR-1079） - EAN 4948722539636。
- LET ME DOWN（2019年3月10日、GGR-1080）R名義　 - EAN 4948722539704。
- Breath for LOVE（2020年3月10日、GGR-108）R名義　- EAN 4948722551126。

### 映像作品
- misa quality（2012年2月24日、TRST-0090） - EAN 4515778502824。

## タイアップ
- ミライ地図　CBCテレビ『まちイチ』エンディング・テーマ

## 出演

### テレビ
- 新春かくし芸大会（2009年1月1日、フジテレビ）
- AKBINGO!（2009年9月30日、日本テレビ）
- スカパー!HD×エンタ!371 presents『GIRLS POP NEXT』（2010年2月25日 スカパー! エンタ!371）
- 24時間テレビ『しゃべくり007生放送スペシャル』（2010年8月28日、日本テレビ）
- 第62回NHK紅白歌合戦（2011年12月31日、NHK）
- 今がぱちドキッ!（2012年9月19日・26日、TOKYO MX）
- 大逆転実況ぱちドキッ!（2012年11月13日、テレビ埼玉）
- ワンカツ（2015年10月30日、テレビ和歌山）
- 新春SPECIAL ここがイチオシ☆2016（2016年1月1日、テレビ和歌山）
- ちゃぶ台おかわり（2017年9月4日、テレビ和歌山）
- 第4回ケン・コーポレーションカップ2018ドラコンフェスティバル（2018年12月24日、スカイA）
- 地超時空彩の国S.T.M season2（2019年6月24日、テレビ埼玉）
- こんやの看板娘（2020年1月20日・27日、北陸朝日放送）

過去のレギュラー番組
- すっぽんの女たち（2010年6月2日 - 2011年3月30日、テレビ朝日）
- SDN48+10!（2010年8月1日 - 2012年3月17日、エンタ!371）
- すっぽんの女たち2 （2011年4月6日 - 2012年3月28日、テレビ朝日）
- SDNイジリー（2011年4月9日 - 10月9日 、独立放送協議会各局加盟局）
- 俺たちのパチパチ調査団（2014年1月13日 - 2014年6月25日、テレビ埼玉・テレビ神奈川）

### TVCM
- ダンガン7ボール（2020年、Maruman）

### ラジオ
- 恩田快人 ETERNAL MUSIC アシスタントMC（2020年1月11日 - 2020年3月7日 、TBSラジオ）
- 吉木りさのタミウタ（2022年2月27日、NHK FM）
- 地方創生プログラム ONE-J 共立リゾートpresents ～新たな発見を綴る～旅ノオト（2022年5月1日、TBSラジオ）

### ナレーション
- カラオケ上達！演歌の新曲トップテン（2016年4月 - 2016年8月、歌謡ポップスチャンネル）
- カラオケ演歌カウントダウン100（2016年9月、歌謡ポップスチャンネル）
- 第4回ケン・コーポレーションカップ2018ドラコンフェスティバル（2018年12月24日、スカイA）

### MC
- サンケイスポーツ碓氷峠ラン184（2013年10月26日）
- サンケイスポーツ軽井沢リゾートマラソン（2013年10月27日）
- 映画『放課後ロスト』（2014年8月2日）
- 日台交流サミットin和歌山（2016年9月4日）

### 舞台
- 時空警察ヴェッカーχ 彷徨のエトランゼ（2012年6月20日、品川・六行会ホール） - 時空整備士フェレス役
- アリスインプロジェクト×劇団北京蝶々「ダウト！国立公安女子校」（2012年10月27日、銀座・博品館劇場） - マキノ役
- アリスインデッドリースクール オルタナティブ （2013年3月13日、品川・六行会ホール） - 珠子役
- PIRATES OF THE DESERT（2013年7月14日、池袋・シアターグリーンBIG TREE THEATER） - カーラ役

### モデル
- 阪神電鉄・神戸高速鉄道・山陽電鉄　沿線散歩（2005年）

## 書籍

### 雑誌
- みんよう春秋（みんよう春秋社）
- 週刊プレイボーイ（集英社）
- smart（宝島社）
- Fine（日之出出版）
- GOLF TODAY「GTバーディーズ」（三栄書房）
- ワッグル（実業之日本社）
- Regina（プレジデント社）